# Вулиця Карпатська (Львів)
Ву́лиця Карпа́тська — вулиця в Личаківському районі міста Львова, місцевість Снопків. Відходить перпендикулярно від вулиці Йосифа Сліпого і закінчується глухим кутом. 

## Назва
Вулиця утворена на початку XX століття і 1912 року отримала назву — Карпатська. Під час німецької окупації — Ґіппельгассе, на честь німецького державного діяча Теодора Ґоттліба фон Ґіппеля (1775—1843). Сучасна назва — вулиця Карпатська від липня 1944 року.

## Забудова
Активна забудова вулиці Карпатської розпочалася наприкінці 1920-х—початку 1930-х років. 
В архітектурному ансамблі вулиці переважає віденська сецесія та польський і радянський конструктивізм 1930—1960-х років. 
№ 3 — триповерхова кам'яниця з гостроверхим фронтоном та подовгастими вікнами, членованими шпросами, споруджена у 1929 році у стилі раннього модернізму зі стильовим орієнтуванням на ар деко за проєктом розробленим в архітектурній фірмі Карла Юраша та Альфреда Захаревича для Марії Ожибовської. Вхідний портал виконаний в прямокутних формах.
№ 5 — триповерховий житловий будинок спроєктований в архітектурному бюро Юзефа Торна та споруджений до 1930 року у стилі наближеному до модернізму, як власний будинок архітектора Юзефа Торна. Раціонально структурований фасад, вікна оточені рустованими горизонтальними тягами, плаский дах, а вікна та інтер'єри будинку нагадують ар деко.
№ 7 — триповерхова кам'яниця споруджена у 1938 році в стилі функціоналізму за проєктом розробленим архітектурним бюро Норберта Ґлятштайна. Вхід до будинку оточують дві канелюри з рустуванням. Збереглася автентична вхідна брама з вікнами-ілюмінаторами. Над вхідним порталом вертикальне стрічкове скління. Виступаючий кут будинку згладжує витягнуті округлі балкони. Кутові простінки оздоблені клінкерною цеглою. 
№ 9 — триповерхова чиншова кам'яниця споруджена у 1938 році за проєктом розробленим архітектурним бюро Норберта Ґлятштайна у стилі модернізму для Агати Денути. Вхідна брама будинку нагадує вхід до каюти корабля, а над вхідним порталом тягнуться догори стрічкові вікна.
№ 11 — триповерховий житловий будинок споруджений у 1938 році за проєктом архітектора Юзефа Йоахіма Тіша. Вхідний портал виділяє оздоблення з клінкерної цегли. Також клінкерною цеглою декорована ліва частина фасаду, навколо «втоплених» лоджій.
№ 12 — двоповерховий будинок споруджений на початку 1960-х років. Від 29 вересня 1962 року в будинку міститься перший (головний) корпус дошкільного навчального закладу № 92 «Барвінок», проєктною потужністю 135 місць.
№ 13 — триповерховий житловий будинок споруджений у 1938 році. Має прямокутний вхідний портал, оздоблений рустуванням. Наріжна частина має кутові вікна з простінками в клінкерній цеглі. Навколо вікон звиваються легкі округлі конструкції балконів.
№ 15 — триповерховий житловий будинок споруджений у 1938 році. Вже за радянських часів до нього прибудований п'ятиповерховий житловий будинок під № 20 від сусідньої вулиці Йосифа Сліпого.